# Hieracium livescentiforme
Hieracium livescentiforme es una especie de planta con flor del género Hieracium, de la familia Asteraceae, orden Asterales.

## Distribución
Hieracium livescentiforme se distribuye por Finlandia y Rusia.

## Taxonomía
Fue descrita científicamente por Schljakov.